# Oreophryne rookmaakeri
Oreophryne rookmaakeri es una especie de anfibio anuro de la familia Microhylidae.

## Distribución geográfica
Es endémica de la mitad occidental de la isla de Flores (Indonesia).